# 米德尔马契

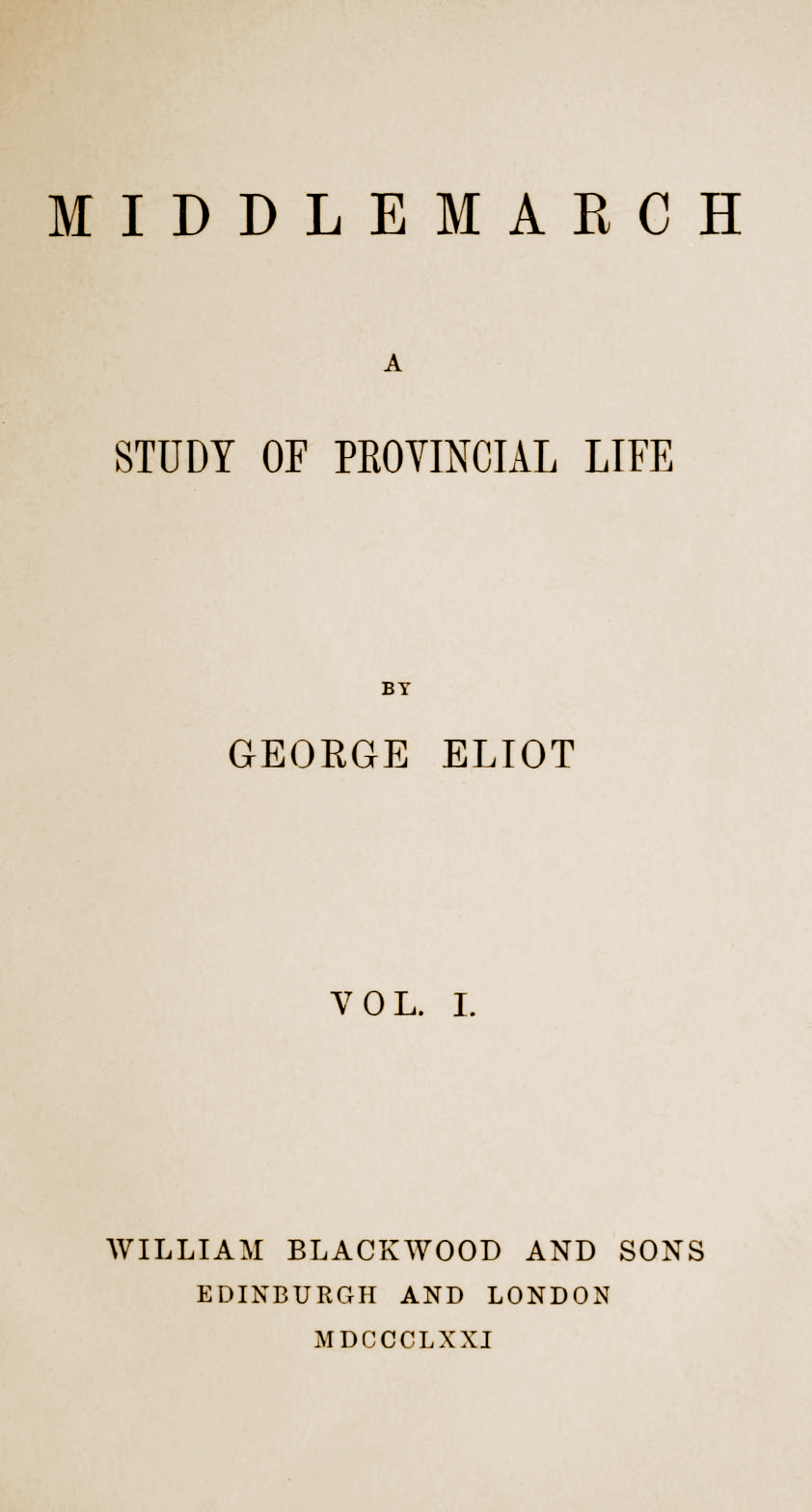
初版封面

《米德尔马契》（英語：Middlemarch）是英国女作家乔治·艾略特的第七部长篇小说。该书于1862年开始动笔，但不久由于她的同居人Thornton Lewes患病而搁置。次年艾略特重新开始写作，并把一些分散的情节结合成一个整体，1871-1872年完成。单卷本于1874年出版，销量颇为理想。
2015年，《米德尔马契》曾被BBC選為「英國最偉大的小說」。

## 情節
小说的题目米德尔马契是作者虚构的英国省城。省城附近的庄园住着布鲁克先生的侄女西莉亚和多萝西亚。多萝西亚希望找到学者型丈夫，于是不顾众人反对，和比她年长27岁的牧师卡苏朋订了婚，并遇见卡苏朋的侄儿威尔·拉迪斯拉夫。与此同时，27岁的利德盖特来到米德尔马契，创立新医院，倡导医疗改革。改革触动了当地医生的利益，利德盖特因为追求爱情娶了米德尔马契市长之女罗莎蒙德为妻，但是婚后夫妻志趣不相投，沟通不顺畅，双方均相当苦闷。而妻子挥霍奢侈的生活又给医生带来很大压力，差点身败名裂。
婚后的多萝西亚十分孤独，威尔与她谈得投机，爱上了她，结果被卡苏朋察觉（直觉）趕出家門，后卡苏朋突然逝世，竟然留下遗嘱说明若多罗西亚嫁给威尔，将失去所有遗产继承权。但是威尔留在米德尔马契，并让多罗西亚发现自己也爱上了他。最后多萝西亚放弃财产与威尔结合，而利德盖特则因无法实现抱负，50岁去世。